# Blender Foundation
Blender Foundation är en icke vinstinriktad stiftelse som är ansvarig för utvecklandet av Blender, ett open source-program för 3D-grafik. Finansiering sker genom donationer och försäljning och möjliggör en heltidsanställning för Ton Roosendaal, ordförande och samordnare för bland annat utveckling av programmet.
Blender Foundation skapades i mars 2002 av Ton Roosendaal med syfte att ersätta det konkursdrabbade företaget NaN:s utveckling av Blender.